# Kristoffer Velde
Kristoffer Velde (Haugesund, 9 settembre 1999) è un calciatore norvegese, centrocampista del Portland Timbers.

## Carriera

### Club
Velde è cresciuto nelle giovanili del Kopervik e del Vard Haugesund, per poi entrare a far parte di quelle dell'Haugesund. Ha esordito in Eliteserien il 17 settembre 2017, subentrando ad Aleksandar Kovačević nella partita vinta per 0-1 sul campo del Sogndal. Il 28 settembre successivo ha firmato il primo contratto professionistico con l'Haugesund, a cui si è legato fino al 31 dicembre 2020. Il 21 maggio 2018 ha trovato la prima rete nella massima divisione norvegese, in occasione della sconfitta casalinga subita col punteggio di 1-2 contro il Rosenborg.
L'8 gennaio 2019, l'Haugesund ha reso noto d'aver ceduto Velde al Nest-Sotra con la formula del prestito, valido per l'intera stagione. Contrariamente agli accordi, però, l'8 aprile successivo ha fatto ritorno all'Haugesund. L'11 luglio 2019 ha debuttato nelle competizioni europee per club: è subentrato ad Ibrahima Koné nella vittoria per 0-1 sul Cliftonville, sfida valida per i turni preliminari dell'Europa League.
Il 30 agosto 2019 ha prolungato il contratto che lo legava all'Haugesund, fino al 31 dicembre 2022. Il 2 febbraio 2021 ha ulteriormente rinnovato l'accordo con il club, fino al 31 dicembre 2023.
Il 12 gennaio 2022, Velde è passato ai polacchi del Lech Poznań. Esordisce con la maglia dei kolejorz esattamente un mese dopo, partendo da titolare nella gara interna contro il Bruk-Bet Termalica Nieciecza. A maggio 2022 si laurea campione di Polonia.

### Nazionale
Velde ha rappresentato la Norvegia under 18 in 2 circostanze, mettendo a referto una rete.
Il 6 giugno 2023 viene convocato per la prima volta in nazionale maggiore, con cui esordisce 14 giorni dopo in occasione della sfida vinta 3-0 contro Cipro.

## Statistiche

### Presenze e reti nei club
Statistiche aggiornate al 23 maggio 2022.
| Stagione           | Club               | Campionato         | Campionato | Campionato | Coppe nazionali | Coppe nazionali | Coppe nazionali | Coppe continentali | Coppe continentali | Coppe continentali | Supercoppe | Supercoppe | Supercoppe | Totale | Totale |
| Stagione           | Club               | Comp               | Pres       | Reti       | Comp            | Pres            | Reti            | Comp               | Pres               | Reti               | Comp       | Pres       | Reti       | Pres   | Reti   |
| ------------------ | ------------------ | ------------------ | ---------- | ---------- | --------------- | --------------- | --------------- | ------------------ | ------------------ | ------------------ | ---------- | ---------- | ---------- | ------ | ------ |
| 2017               | Haugesund          | ES                 | 9          | 0          | CN              | 0               | 0               | UEL                | 0                  | 0                  | -          | -          | -          | 9      | 0      |
| 2018               | Haugesund          | ES                 | 9          | 2          | CN              | 5               | 2               | -                  | -                  | -                  | -          | -          | -          | 14     | 4      |
| gen.-apr. 2019     | Nest-Sotra         | 1D                 | 0          | 0          | CN              | 0               | 0               | -                  | -                  | -                  | -          | -          | -          | 0      | 0      |
| apr.-dic. 2019     | Haugesund          | ES                 | 26         | 4          | CN              | 5               | 2               | UEL                | 6                  | 2                  | -          | -          | -          | 37     | 8      |
| 2020               | Haugesund          | ES                 | 28         | 8          | -               | -               | -               | -                  | -                  | -                  | -          | -          | -          | 28     | 8      |
| 2021               | Haugesund          | ES                 | 29         | 7          | CN              | 1               | 0               | -                  | -                  | -                  | -          | -          | -          | 30     | 7      |
| Totale Haugesund   | Totale Haugesund   | Totale Haugesund   | 101        | 21         |                 | 11              | 4               |                    | 6                  | 2                  |            | -          | -          | 118    | 27     |
| gen.-giu. 2022     | Lech Poznań        | EK                 | 8          | 0          | CP              | 2               | 0               | -                  | -                  | -                  | -          | -          | -          | 10     | 0      |
| 2022-2023          | Lech Poznań        | EK                 | 30         | 8          | CP              | 1               | 0               | UCL+UECL           | 2+14               | 1+7                | SP         | 1          | 0          | 48     | 16     |
| Totale Lech Poznan | Totale Lech Poznan | Totale Lech Poznan | 38         | 8          |                 | 3               | 0               |                    | 16                 | 8                  |            | 1          | 0          | 58     | 16     |
| Totale             | Totale             | Totale             | 139        | 29         |                 | 14              | 4               |                    | 22                 | 10                 |            | 1          | 0          | 176    | 43     |

## Palmarès

### Club

#### Competizioni nazionali
- Campionato polacco: 1

Lech Poznań: 2021-2022
- Campionato greco: 1

Olympiakos: 2024-2025